# Bureau Veritas
Bureau Veritas S.A. és una companyia global de serveis d'assaig, inspecció i certificació. Bureau Veritas ofereix serveis i solucions per assegurar que els actius dels seus clients, productes, infraestructura i processos compleixen amb les normes i reglaments en matèria de qualitat, salut i seguretat, protecció mediambiental i responsabilitat social. A la fi de 2015, el grup compta amb més de 66.000 empleats en més d'1.400 oficines i laboratoris situats en 140 països. Formada originalment a Anvers (Bèlgica) en 1828 com a Oficina de Renseignements pour les Assurances Maritimes (Oficina d'Informació per a Assegurances Marítimes), el nom de Bureau Veritas va ser adoptat el 1829. La companyia té la seu a Neuilly-sur-Seine, prop de la Défense (París, França).
Va ser formada al juny de 1828 a Anvers pels subscriptors Alexandre Delehaye i Louis van den Broek, i el broker d'assegurances, Auguste Morel. El nom de Bureau Veritas va ser adoptat el 1829. Això va incloure l'adopció de la figura del logotip de la veritat dissenyat per Achille Deveria. La companyia va ser fundada amb l'objectiu inicial de reunir, verificar i dotar a les empreses d'assegurances marítimes amb informació precisa i actualitzada sobre l'estat dels bucs i els seus equips a tot el món. A principis del segle xx, Bureau Veritas es va involucrar en activitats noves: la inspecció de peces metàl·liques i equips per a la indústria del ferrocarril, posteriorment per a tot el sector industrial i la construcció.
A la fi del segle xx, Bureau Veritas va ampliar el seu abast per establir un sistema d'inspecció de mercaderies per a les importacions / exportacions abans de ser enviats i establir la certificació de gestió de qualitat. A principis del segle xxi, Bureau Veritas va afegir 2 nous negocis a la seva activitat: assajos de productes de consum i proves de matèries primeres. La companyia va començar a cotitzar en la Borsa de París a l'octubre de 2007.

## Empreses certificadores similars
- AENOR (Associació Espanyola de Normalització i Certificació)
- Applus+